# Liste der in der NS-Zeit verfolgten und vertriebenen Wissenschaftler universitätsnaher Institute der Goethe-Universität
Die Liste der in der NS-Zeit verfolgten und vertriebenen Wissenschaftler universitätsnaher Institute der Goethe-Universität umfasst hier – abgesehen von Gerhard Bersu – nur noch Wissenschaftler und eine Wissenschaftlerin vom Institut für Sozialforschung und vom Frankfurter Psychoanalytischen Institut. Bei Renate Heuer ist die Liste der Wissenschaftler an Frankfurter Instituten noch deutlich länger, doch viele von ihnen arbeiteten im Grenzbereich von Naturwissenschaften und Medizin mit deutlicher Nähe zu medizinischen Fragestellungen und wurden deshalb von Udo Benzenhöfer den verfolgten und vertriebenen Wissenschaftlern der medizinischen Fakultät der Goethe-Universität zugerechnet. Diese Systematik wurde übernommen.

## Das Schicksal jüdischer und/oder politisch missliebiger Wissenschaftler
Zum Hintergrund der Verfolgungen und Vertreibungen sowie zu deren administrativen Absicherungen siehe:

## Kurzbiographien
Für die folgenden Mitglieder universitätsnaher Institute der Goethe-Universität (JWGU) liegen Kenntnisse über ihre Verfolgung durch die Nationalsozialisten vor:
- Gerhard Bersu – Erich Fromm – Frieda Fromm-Reichmann – S. H. Foulkes (Siegmund Fuchs) – Karl Landauer – Leo Löwenthal – Herbert Marcuse – Heinrich Meng

Soweit nachfolgend keine anderen Quellen benannt sind, beruhen die Grundinformationen zu allen Kurzbiographien auf dem Buch Die Juden der Frankfurter Universität von  Renate Heuer und Siegbert Wolf.
| Name                   | gelebt von/bis | Status bei der Entfernung aus der Universität | Entlassung und Entlassungsgründe | unmittelbare und mittelbare Folgen der Entlassung | Folgen und Entwicklungen ab 1945 |
| Gerhard Bersu          | 1889 – 1964    | Bersu arbeitete seit 1924 für die in Frankfurt ansässige Römisch-Germanische Kommission (RGK), seit 1931 als deren Direktor. Zumindest die Bibliothek des Instituts zählte zu den Kooperationspartnern der JWGU und war entsprechend im Vorlesungsverzeichnis aufgeführt. | Aufgrund seiner jüdischen Herkunft wurde Bersu nach der Machtergreifung diffamiert und aus Ämtern und Verbände gedrängt. | 1935 wurde Bersu als Direktor der RGK entlassen und als Referent für Ausgrabungswesen nach Berlin versetzt; 1937 folgte seine Zwangspensionierung. Bersu emigrierte 1937 nach Großbritannien, wurde nach Ausbruch des Zweiten Weltkriegs als Enemy Alien interniert. Nach seiner Freilassung führte er wieder Ausgrabungen in England durch. | Bersu zog 1947 nach Irland und wurde zum Professor an der Royal Irish Academy in Dublin berufen. 1950 kehrte Bersu wieder als Direktor der RGK nach Frankfurt zurück. 1952 berief ihn die Philosophische Fakultät zum Honorarprofessor für Heimische Archäologie und Vor- und Frühgeschichte. Inwieweit dies eine Folge des 1951 eingeleiteten Wiedergutmachungsverfahrens war, ist nicht bekannt. |
| Erich Fromm            | 1900 – 1980    | Fromm, der früher schon in Frankfurt studiert hatte, kam nach seiner psychoanalytischen Ausbildung zunächst als Dozent an das 1929 gegründete Frankfurter Psychoanalytische Institut (FPI) und wurde 1930 Mitglied des Instituts für Sozialforschung (IfS) und dessen auf Lebenszeit ernannter Leiter von dessen sozialpsychologischer Abteilung.                                            | Nach der nationalsozialistischen Machtergreifung zog Fromm zunächst nach Genf und emigrierte im Mai 1934 in die USA, wo er am Instituts für Sozialforschung an der Columbia University tätig war. | Ende 1939, kurz nach Beginn des Zweiten Weltkriegs, trennte sich Fromm IfS. Im Mai erhielt er die US-amerikanische Staatsbürgerschaft und wirkte in der Folge an verschiedenen Institutionen als Dozent für Psychoanalyse. | 1949 übersiedelte Fromm nach Mexiko und wirkte unter anderem als Professor an der Medizinischen Fakultät der Nationaluniversität von Mexiko und an der Michigan State University. 1967 beendete er seine beruflichen Tätigkeiten in Mexiko und übersiedelte 1969 in die Schweiz. Im Jahr 1981 wurde Fromm postum die Goetheplakette der Stadt Frankfurt am Main verliehen. Im Frankfurter Westend trägt der Erich-Fromm-Platz seinen Namen.                                                                                              |
| Frieda Fromm-Reichmann | 1889 – 1957    | Die seit 1926 mit Erich Fromm verheiratete Fromm-Reichmann gehörte 1929 zum Gründerkreis des FPI und gehörte dem Institut bis zu dessen Schließung als Dozentin an. | Die seit 1931 von Erich Fromm getrennt lebende Fromm-Reichmann verlor mit der Schließung des FPI ihren Arbeitsplatz. | Fromm-Reichmann emigrierte über Straßburg und Palästina in die USA, wo sie die folgenden 20 Jahre eine leitende Funktion in der psychoanalytischen Privatklinik Chestnut Lodge im Bundesstaat Maryland ausübte. Sie war an der Gründung eines Instituts zur Therapeutenausbildung beteiligt und lehrte an der Washington School of Psychiatry. | |
| Siegmund Fuchs         | 1898 – 1976    | Fuchs hatte bereits in Frankfurt studiert und als Assistent von Kurt Goldstein gearbeitet, bevor er 1930 nach Frankfurt zurückkehrte und Leiter der Ambulanz am FPI wurde und 1932 zusammen mit Karl Landauer und Heinrich Meng auch Seminare abhielt. | 1933 wurde das FPI geschlossen, und Fuchs emigrierte wegen seiner jüdischen Herkunft über Genf und Paris nach London, ließ sich als Psychoanalytiker ausbilden und betrieb danach eine Privatpraxis. | 1938 nahm Fuchs die britische Staatsangehörigkeit und den Namen Foulkes an. Im Herbst 1940 erhielt er seine Einberufung zum Militär und 1942 wurde er Armeepsychiater. Vor dem Hintergrund dieser Erfahrungen entwickelte er seine spezielle Methode der psychoanalytischen Gruppenpsychotherapie, die Gruppenanalyse. | Nach dem Krieg arbeitete Foulkes als Lehranalytiker in der British Psychoanalytic Society und beratender Psychotherapeut. 1952 war er Mitbegründer der Group Analytic Society und deren Präsident bis 1970. 1968 hatte er die Zeitschrift Group Analysis gegründet. Fuchs hatte 1951 ein Wiedergutmachungsverfahren eingeleitet, das 1953 zu einem gerichtlichen Entschädigungsverfahren führte. |
| Karl Landauer          | 1887 – 1945    | Der Psychoanalytiker Landauer stand seit 1925 in Kontakt mit der Universität und wurde zu Beginn des Jahres 1929 zusammen mit Heinrich Meng Direktor des neu eröffneten Psychoanalytischen Instituts (FPI). | Das FPI wurde im März 1933 geschlossen. | Nach Hausdurchsuchungen am 1. April 1933 und dem Entzug der Pässe flieht Landauer zunächst nach Schweden und von dort weiter nach den Niederlanden, wohin ihm im Oktober auch seine Familie folgt. Landauer kann weiter als Psychoanalytiker und Autor arbeiten. Versuche, in die USA zu emigrieren, scheitern jedoch. 1942 wird er verhaftet und später – wie auch seine Frau Karoline (‚‘Lins’‘) und seine Tochter Eva über das Durchgangslager Westerbork ins Konzentrationslager Bergen-Belsen deportiert. Landauer verhungert hier im Januar 1945; seine Frau und seine Tochter überleben. Eine weitere Tochter, Susi war schon früher die Flucht in die USA geglückt, Sohn Paul Joachim überlebte in Amsterdam im Untergrund.                   | Am Frankfurter Sigmund-Freud-Institut erinnert eine Gedenktafel an Karl Landauer, und anlässlich des 100. Geburtstag der JWGU sind am 17. Oktober 2014 fünf Stolpersteine für Karl Landauer, seine Frau und seine drei Kinder in der Savignystraße 76 im Frankfurter Westend verlegt worden. Bereits 1954 hatten die Hinterbliebenen von KarlLandauer ein Wiedergutmachungsverfahren eingeleitet. |
| Leo Löwenthal          | 1900 – 1993    | Löwenthal war seit 1925 nebenberuflich für das Institut für Sozialforschung (IfS) tätig und seit 1930 als dessen Vollmitglied. Von 1931 bis 1941 war er zudem geschäftsführender Redakteur der Zeitschrift für Sozialforschung (ZfS). | Nach der Schließung des IfS emigrierte er im März 1933 in die Schweiz und 1934 in die USA. | Löwenthal hatte bereits 1940 die US-amerikanische Staatsbürgerschaft angenommen und war vom gleichen Jahr an Lektor an der Columbia University. | Anders als Theodor W. Adorno und Max Horkheimer kehrte Löwenthal nach dem Zweiten Weltkrieg nicht mehr nach Deutschland zurück, sondern setzte seine wissenschaftliche Laufbahn in den USA fort und arbeitete auch für staatliche Stellen. Ab 1955 war er Professor für Soziologie an der Berkeley University. 1971 wurde Löwenthal von der JWGU zum Professor emeritus ernannt und erhielt in der Folgezeit weitere Frankfurter Ehrungen: die Goetheplakette der Stadt Frankfurt am Main (1982) und den Theodor-W.-Adorno-Preis (1989). |
| Herbert Marcuse        | 1898 – 1979    | Nach Philipp Lenhard hatte Leo Löwenthal 1932 im Auftrag von Horkheimer mit Marcuse Kontakt aufgenommen, um ihn für die Mitarbeit am Institut für Sozialforschung (IfS) zu gewinnen. Eingestellt worden aber sei Marcuse erst am 30. Januar 1933. "Das Einstellungsdatum, das mit der Ernennung Hitlers zum Reichskanzler zusammenfiel, war laut Aussage Löwenthals bewusst gewählt" worden. | Nach Aussage von Lenhard hat Marcuse das IfS niemals betreten. Er reiste am 23. Juni 1933 in die Schweiz, um an der Genfer Zweigstelle des IfS zu arbeiten. 1934 übersiedelte er nach New York. Marcuse wurde Mitarbeiter der Zeitschrift für Sozialforschung und nahm 1940 die US-amerikanische Staatsbürgerschaft an. In den 1940er Jahren arbeitete Marcuse für den amerikanischen Geheimdienst Office of Strategic Services (OSS). | Nach Tätigkeiten an verschiedenen amerikanischen Universitäten wurde Marcuse 1954 Professor an der Brandeis University und von 1965 bis 1970 an der University of California, San Diego. Seit den 1950er Jahren hielt sich Marcuse häufig in Frankfurt auf und war 1964 Gastprofessor an der JWGU. 1966 nahm er am Frankfurter Vietnam-Kongress teil, 1972 an dem vom Sozialistischen Büro organisierten Angela Davis-Solidaritätskongreß. Auch zum fünfzigjährigen Bestehen des IfS war Marcuse in Frankfurt, und 1979 war er Teilnehmer der Frankfurter Römerberggespräche. Während eines Besuchs bei Jürgen Habermas in Starnberg starb Marcuse am 29. Juli 1979 an den Folgen eines Hirnschlags. Sein Nachlass wird im Archiv der JWGU verwaltet. | |
| Heinrich Otto Meng     | 1887 – 1972    | Der Internist Meng hatte sich schon früh mit der Psychoanalyse beschäftigt und übernahm 1929 zusammen mit dem ihm lange bekannten Karl Landauer die Leitung des Frankfurter Psychoanalytischen Instituts (FPI). | Nach der Schließung des FPI emigrierte Meng 1933 in die Schweiz. | Meng war zunächst Dozent an der Volkshochschule, bevor er ab 1937 als Lektor und ab 1938 als Dozent Psychohygiene an der Universität Basel lehren konnte. | 1945 wurde Meng zum ao. Professor ernannt und 1956 emeritiert. Seit diesem Jahr lief auch ein Wiedergutmachungsverfahren. Das mit Mengs Förderung in Brühl bei Köln errichtete Institut für Psychohygiene trägt seit 1973 den Namen Heinrich-Meng-Institut. In Frankfurt gibt es bislang keine Erinnerung an ihn. |